# 東備
東備（とうび）は、岡山県にある地域である。

## 概要
岡山県南東部のことを指す。
該当する自治体は、備前市・瀬戸内市・赤磐市・和気町だが、岡山市東区が入ることもある。ただし警報注意報では瀬戸内市は岡山地域に入る。
赤磐市南部エリアと瀬戸内市の邑久エリア及び長船エリアは岡山市のベッドタウンとしての機能を果たす。